# Авдієнко Максим Олександрович
Макси́м Олекса́ндрович Авдіє́нко (нар. 29 січня 1998, Гірськ, Чернігівська область — пом. 5 вересня 2018, Водяне, Донецька обл.) — старший матрос Збройних сил України, учасник російсько-української війни.

## Життєпис
Народився 1998 року у селі Гірськ (Сновський район, Чернігівська область). У 2013 році закінчив 9 класів Гірської середньої школи, вступив до Сновського вищого професійного училища лісового господарства, яке закінчив 2016 році за спеціальністю «озеленювач, лісник, єгер»; мешкав у Сновську.
27 липня 2016 року вступив на військову службу за контрактом, після підготовки у 184-му НЦ в Старичах направлений до батальйону морської піхоти; старший матрос, номер розрахунку зенітно-артилерійського взводу роти вогневої підтримки 503-го батальйону 36-ї бригади. 7 липня 2018 року під час відпустки, одружився, 2 серпня повернувся на передову.
5 вересня 2018 року загинув внаслідок обстрілу опорного пункту з протитанкових гранатометів та мінометів, який вчинили терористи. Осколкового поранення зазнав під вечір у вогневому зіткненні з противником поблизу села Водяне (Волноваський район). Граната вибухнула в окопі поряд з Максимом, осколок перетнув сонну артерію; пораненого матроса евакуювали, але рана була смертельною.
8 вересня 2018 року Максима стрічали кілометрові живі коридори, люди проводжали траурний кортеж зі свічками в руках, кидаючи квіти на машину та скандуючи «Герої не вмирають!». Попри пізню годину, на площу Сновська прийшли сотні людей попрощатися з Максимом. Похований у селі Гірськ; провести воїна в останню путь зібралося все село, жителі навколишніх сіл та міста Сновськ.
Без Максима лишились батьки й старший брат.

## Нагороди та вшанування
- Указом Президента України № 47/2019 від 28 лютого 2019 року «за особисту мужність і самовіддані дії, виявлені у захисті державного суверенітету та територіальної цілісності України, зразкового виконання військового обов'язку» — нагороджений орденом «За мужність» III ступеня (посмертно)[1].
- 13 листопада 2018 року у ВПТУ лісового господарства міста Сновськ відбулося відкриття пам'ятної меморіальної дошки на честь Максима Авдієнка.